# Feldbach (Estiria)
Feldbach (esloveno: Vrbna) está ubicada en Estiria, en el borde con Eslovenia y Hungría. Se localiza en el valle del río Raab. Se encuentra a 50 kilómetros de la capital, Graz.

## Historia
La historia de Felbach se remonta hasta el Neolítico (5000-2000 a. C.), se han encontrado hallazgos sobre el campesinado en la región y su formación, que continúa siendo en la actualidad decisivo. Los asentamientos antiguos más conocidos datan de los tiempos prehistóricos, en el Saazkogel y en el Steinberg. Ya en la época romana, existen asentamientos en Pertlstein y Saaz.
Como parte de la colonización de 1172-1189, en el año 1188 Felbach fue llamado "Velwinbach". La conformación de un mercado tiene su primer testimonio escrito en el año 1265, dando cuenta del florecimiento del comercio y los negocios. En 1362 se le otorgó a la ciudad el tribunal de justicia y se les concedió a los ciudadanos los derechos comerciales como ciudadanos de Radkesburg.
Entre los siglos XIV y XV sufrieron graves pérdidas económicas por las peleas entre nobles. En el año 1469 Feldbach fue invadida por Andreas Baumkircher y prendida fuego. Baumkircher daría cabida al establecimiento de los Tabors, recordándose el evento por inscripción en una piedra del año 1474.
El año 1605 fue difícil para Feldbach, los aliados de los turcos atacaron la ciudad. El 26 de octubre de 1605 destruyeron Feldbach, a raíz de ello, entre 1620 y 1630 hubo que reforzar las medidas de seguridad y las entradas fueron resguardadas por tres frentes.
Ya en el siglo XIX, con la apertura de la compañía húngara de trenes Western Railway Feldbach en 1873, Feldbach fue conectada con las líneas ferroviarias de la monarquía. Las posibilidades mejoraron notablemente por la cercanía del complejo Gleichenberg.
En la Primera Guerra Mundial, Feldbach era un almacenamiento de más de 50 mil prisioneros de guerra, como lo sería más adelante de heridos de guerra. Durante la Segunda Guerra Mundial, el 1 de abril de 1945 la ciudad fue ocupada por el Ejército Rojo, que debió emprender la retirada por un nuevo ataque. Por las acciones bélicas, 53 edificios fueron destruidos por completo y se dañó a unas 100 viviendas. Todos los puentes, y luego la iglesia el 8 de mayo de 1955, serían demolidos.

## Política
Feldbach está dirigida políticamente por un alcalde, dos vicealcaldes y el Concejo Municipal de la Ciudad, compuesto por 31 miembros que ocupan su posición por un término de 5 años. En el Concejo se encuentra el alcalde, dos vicealcaldes y otros dos miembros que incluye el Oficial de Finanzas (tesorero).
En Feldbach, tan sólo existen dos partidos políticos dentro del ayuntamiento: el Partido Socialdemócrata de Austria (SPÖ) y el Partido Popular Austríaco (ÖVP).
Feldbach se encuentra asociada con la comunidad de Aldesdorf Siklos, perteneciente a Franconia Central en Alemania, desde 1972. También la ciudad de Siklos, del sur de Hungría.

## Cultura

### Educación
Feldbach posee una guardería, un jardín de infantes, dos escuelas primarias, una escuela de educación especial, una escuela secundaria y una politécnica, además de una biblioteca de la ciudad. En cuanto a educación especializada, existe la Escuela de Música de Feldbach y el museo en Tabor.

### Arquitectura

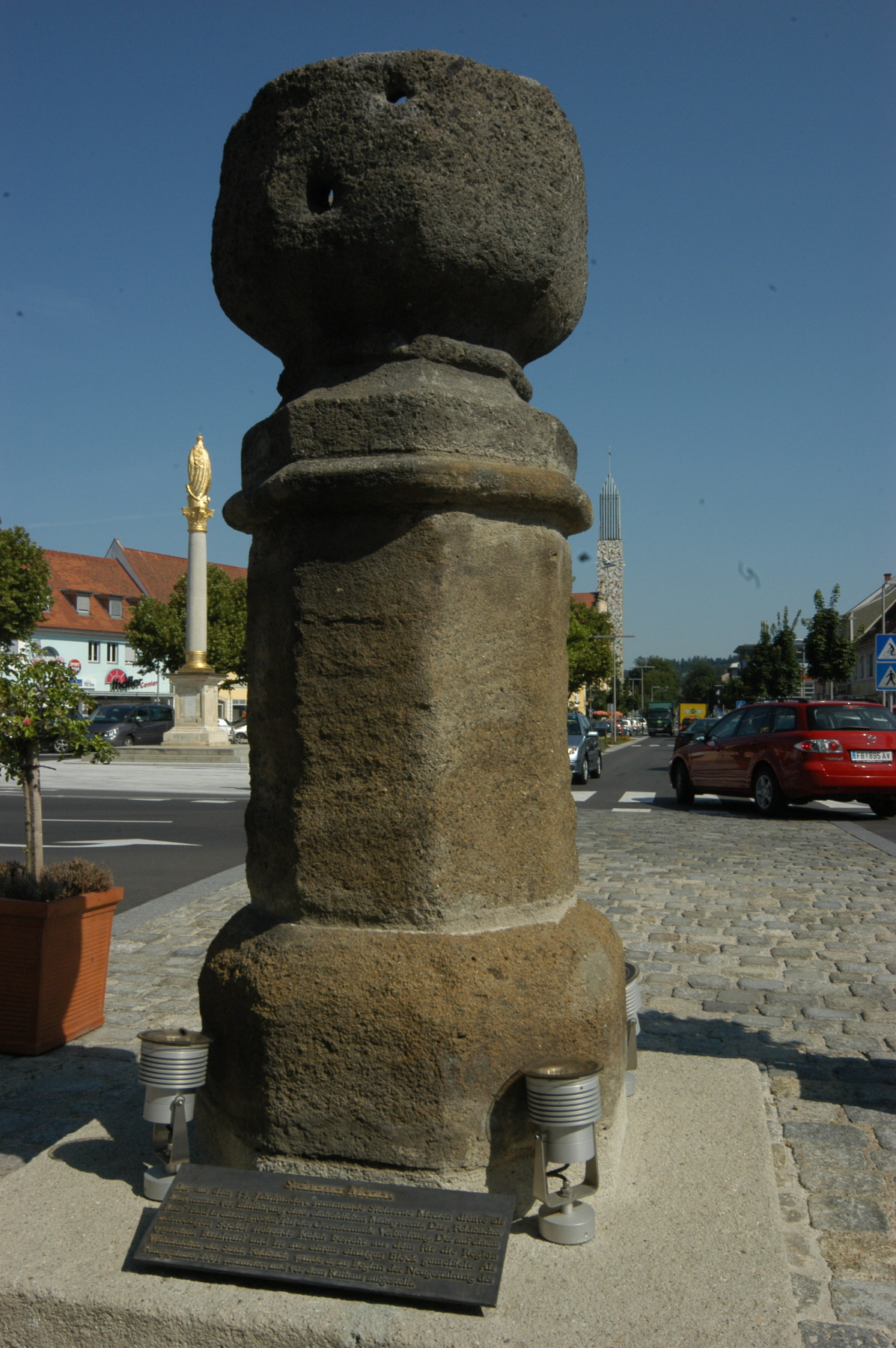
La Piedra Metzen, símbolo de la ciudad.

La Piedra Metzen (Steinerner Metzen) data del siglo XV y el pie de la misma está conformado por basalto sobre una base octogonal, tallado de un solo bloque. Como símbolo de la ciudad, fue restaurado en el año 2001 y se instaló en el centro de la ciudad.

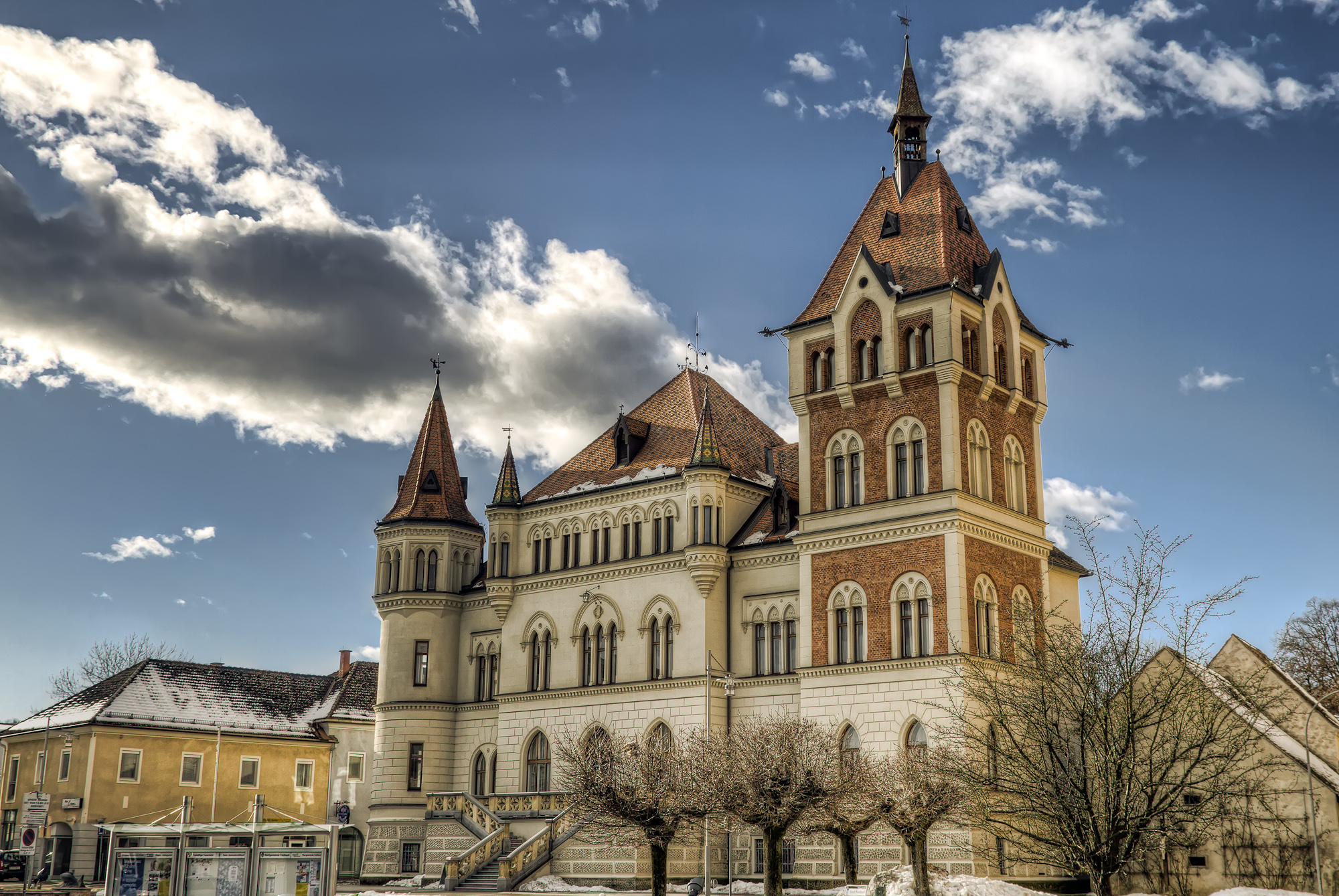
Villa Hold, actual Escuela de Música de Feldbach.

La Villa Hold / Caja de Ahorros Antigua se encuentra entre la iglesia y la plaza principal de la ciudad. Fue construida con un estilo neogótico y es obra del arquitecto Gunoldt, proveniente de Graz, entre 1890 y 1892, su propietario era la cervecería Josefine Hold. En 1918 el edificio fue adquirido por la Caja de Ahorros. En 1973 el edificio fue readaptado para alojar en su interior la Escuela de Música, para las muestras de la sociedad coral y de la ciudad en sí. Además, en su interior se encuentra el registro civil y una asociación.
La Grazer Tor, actual Torplatz, las calles conducían a Graz por su mercado adjunto en el año 1628. Actualmente de dicha unión entre Feldbach y Graz sólo queda una división de parcelas ornamentada con bastiones estrellados.

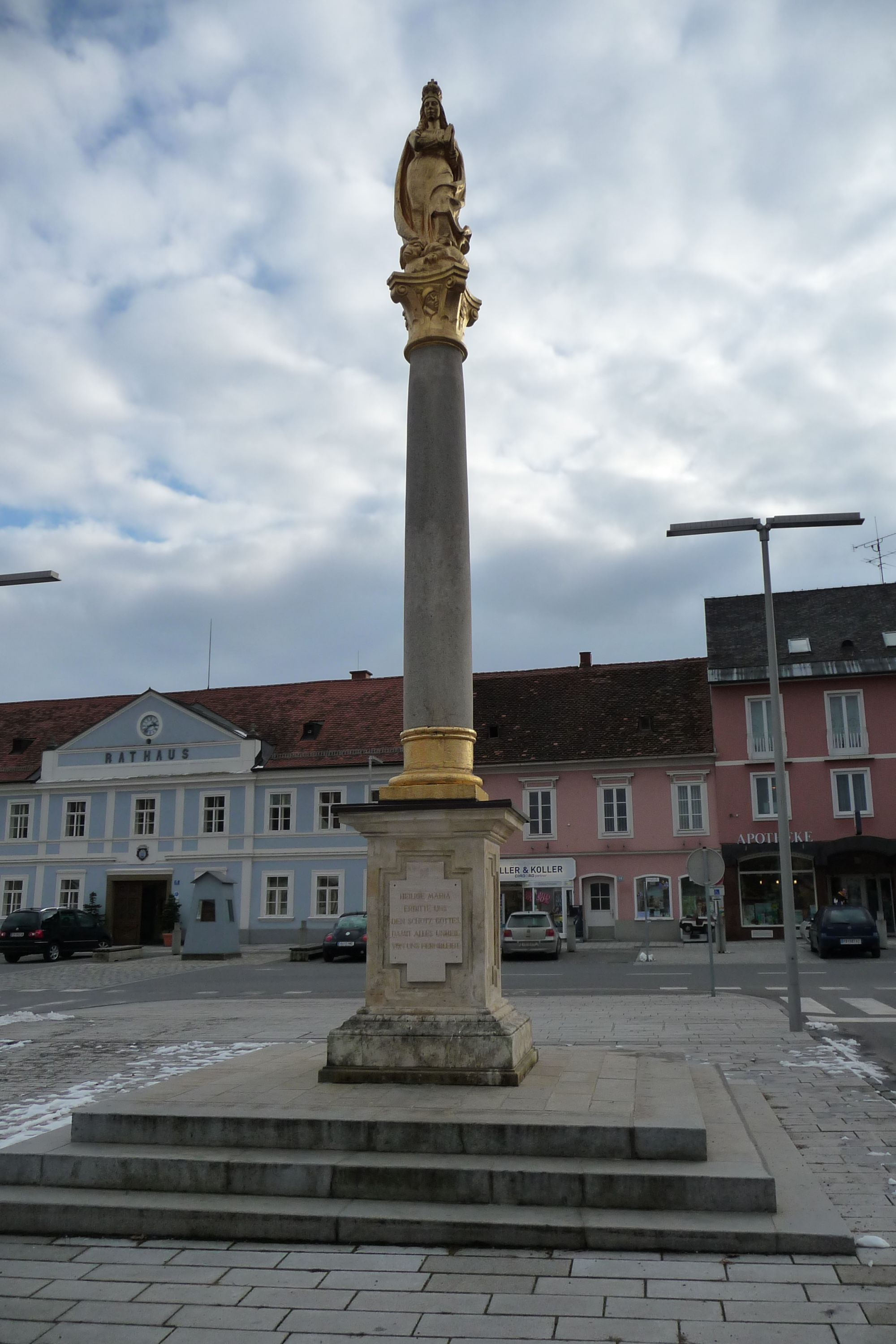
La Columna Mariana o Mariensäule.

La Columna Mariana o Mariensäule fue erigida en 1717, destruida en 1945 durante la Segunda Guerra Mundial y rediseñada en 1949, con una imagen de la Virgen de Aflezer por Hans Mauracher. Dentro de las reorganizaciones municipales de 2001 y 2004, se restauró por completo la columna y se integró a los parques y áreas de recreación.

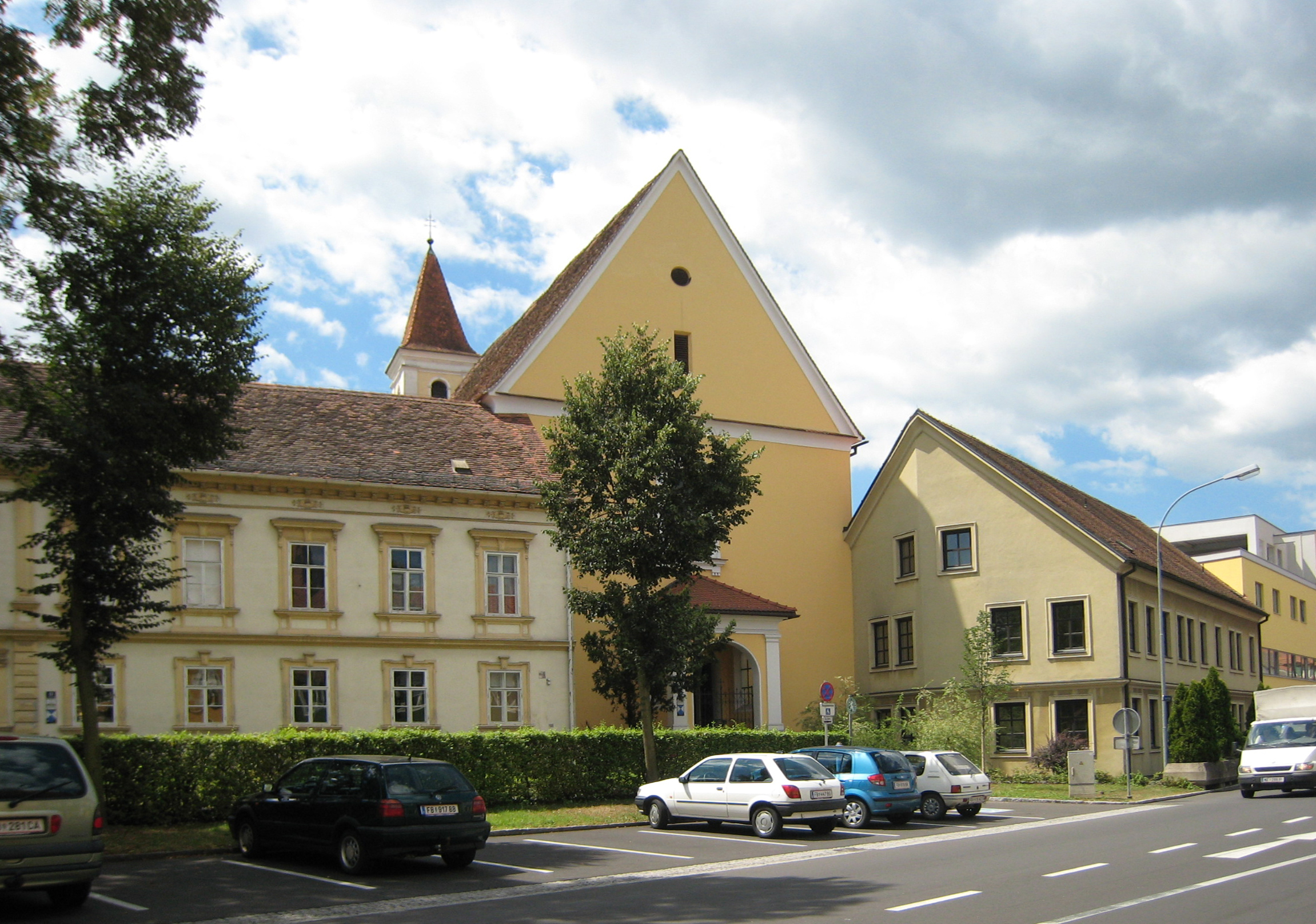
El Convento de las Hermanas Educadoras.

El Convento de las Hermanas Educadoras (Kloster der Schulschwestern) fue fundado por el conde Johann Jakob Khiesel y construido entre 1642 a 1647. La iglesia fue consagrada en 1658, tiene un salón cuadrado y una bóveda de arista. En el este del monasterio hay un patio. Cuando se abandonó el monasterio, en el año 1786, el edificio tuvo múltiples usos: cuartel, oficina y hospital. En 1899 lo adquirieron las Hermanas Educadoras y comenzaron los trabajos de restauración del mismo. Durante la renovación entre los años 1974 y 1975, se rediseñó el altar mayor barroco con la estatua de María y de los ángeles. La iglesia fue consagrada en 1905 nuevamente, teniendo como patrona a María del Perpetuo Socorro. Actualmente el monasterio es utilizado como guardería, escuela de música y escuela especial.

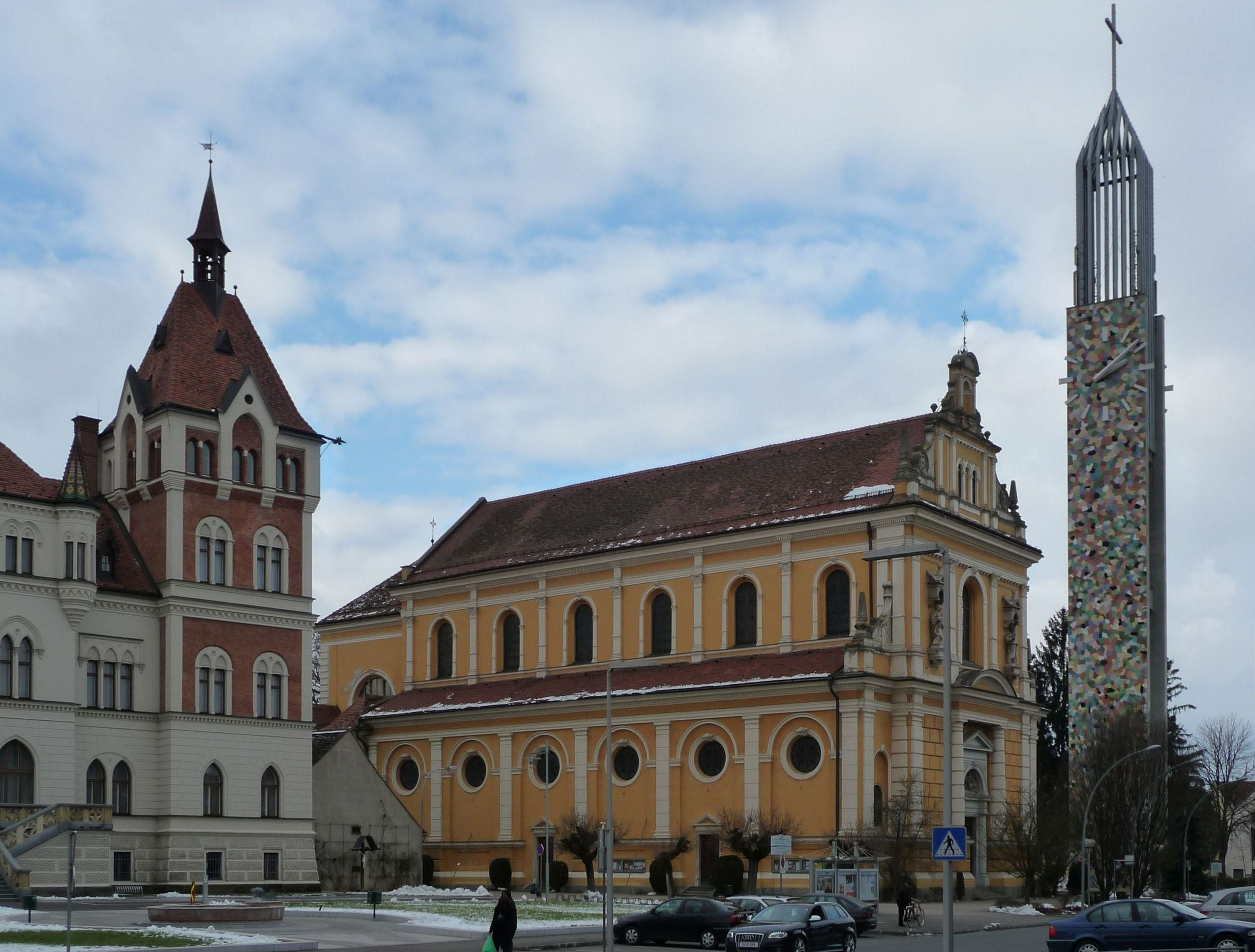
Iglesia de San Leonardo.

La Iglesia parroquial de San Leonardo se construyó entre 1898 y 1900, posee una arquitectura renacentista y su arquitecto fue Johann Pascher, realizando el edificio con la nave sur de la antigua iglesia. Es una amplia nave con capillas laterales y el coro al oeste. El mobiliario y la decoración son de la época de construcción. En 1945 es dañada y reconstruida inmediatamente. La fachada exterior data del año 1980 y con la celebración de los cien años de la iglesia, fue reformada en su interior.